# Hạ Long
Hạ Long (), aussi connue comme Hong Gai, Hon Gai et Hongay, est une ville du nord du Viêt Nam, chef-lieu de la province de Quảng Ninh. Elle se trouve pour l'essentiel au bord de la baie de Bai Tu Long, une partie de la baie d'Along, à environ 160 km au nord-est d'Hanoï. Sa population était de 300 267 habitants en 2019.

## Économie
L'économie de la ville était jadis basée sur l'exploitation des mines de charbon, mais elle s'est progressivement tournée vers le tourisme, en raison du grand nombre de visiteurs de la baie d'Along. Elle connait une croissance rapide, aussi bien de ce fait que de sa position sur la principale route vers le sud de la Chine. En 2007, un accord de 400 millions de dollars a été signé pour la construction d'une autoroute entre Hạ Long et Mong Cai, à la frontière chinoise[réf. nécessaire].
La ville comporte deux parties, Hạ Long Est et Hạ Long Ouest. Hạ Long Est (Hon Gai), où se trouvent la plupart des bâtiments officiels et des usines, est reliée à Hạ Long Ouest (Bai Chay), plus consacrée au tourisme, par un pont à haubans construit en 2006, le pont de Bai Chay (longueur totale 1 106 m, portée 435 m).

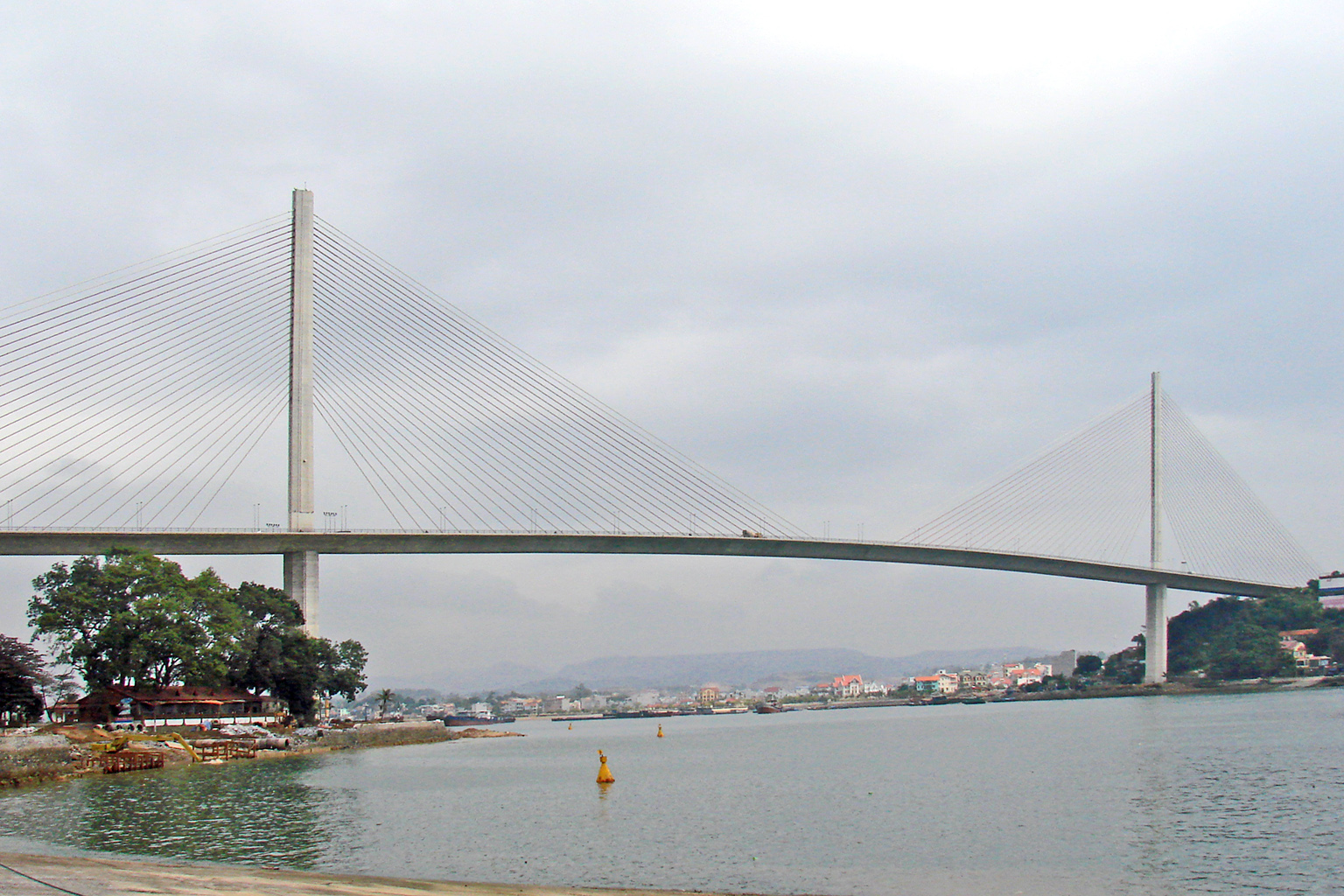
Le pont de Bai Chay vu depuis la mer (2010).

La ville possède de nombreux hôtels, deux hôpitaux et plusieurs cliniques privées.